# Kritik und Praxis Berlin
Die Gruppe Kritik und Praxis Berlin (KP Berlin) war eine Antifa-Gruppe. Ihrem Selbstverständnis nach war sie undogmatisch marxistisch orientiert. Die Organisation hat sich offiziell am 22. Oktober 2006 aufgelöst.
Der Berliner Verfassungsschutz beobachtete die Gruppe seit ihrem Bestehen und stufte sie als linksextremistisch ein.
Die Gruppe entstand aus dem Flügel der ehemaligen Antifaschistischen Aktion Berlin (AAB), der durch Theoriearbeit eine Langzeitperspektive für die Systemüberwindung entwickeln wollte und weniger aktionsbezogen agierte. Dementsprechend soll der Antifaschismus nicht mehr ausschließlicher Dreh- und Angelpunkt der Argumentation der KP Berlin sein, sondern die Gruppe orientiert sich – in Ablösung von der dominierenden antifaschistischen Ausrichtung der AAB – nunmehr stärker auf das Themenfeld ‚Antikapitalismus’. Insbesondere die Kritik an Antisemitismus und Antizionismus innerhalb der Linken war der Gruppe  wichtig. Sie wurde daher oft als eine Gruppe der antideutschen Strömung bezeichnet, obwohl sie selbst sich diesem Spektrum nicht zurechnete. Klassische antideutsche Gruppen hegten dementsprechend stets einen gewissen Argwohn gegenüber der KP Berlin.
Die KP Berlin organisierte Veranstaltungen zum Thema Antifaschismus, Kapitalismuskritik und Antisemitismus. Unter anderem war sie maßgeblich an der Organisation einer revolutionären 1. Mai-Demonstration im Jahr 2003 beteiligt. Anlässlich des 60. Jahrestags der Befreiung organisierte sie am 7. Mai 2005 gemeinsam mit der Wochenzeitung Jungle World ein Open-Air-Festival unter dem Motto „Deutschland du Opfer“.
Am 22. Oktober 2006 veröffentlichte die Gruppe auf ihrer Internetseite eine Auflösungserklärung.
Darin heißt es unter anderem:

„Anspruch der Gruppe Kritik und Praxis war, einen kontinuierlichen Prozess linksradikaler Politik zu erreichen. Ein wichtiger Bestandteil sollte dabei eine Kapitalismuskritik auf der Höhe der Zeit sein, die mit praktischen Aktionen vermittelt werden sollte. Im Rückblick auf die vergangenen 3 Jahre müssen wir feststellen, dass dieser Anspruch von uns nicht eingelöst werden konnte. […] Das Projekt Kritik und Praxis Berlin ist hiermit beendet, nicht jedoch die politische Arbeit der Beteiligten. Wir werden weiter aktiv sein im Bereich antifaschistischer und antikapitalistischer Politik. Wir werden neue Formen finden und erfinden, in denen wir den Kampf gegen Kapitalismus und Ausbeutung führen werden.“

Als Nachfolgeorganisation gründete sich die Gruppe Theorie, Organisation, Praxis (TOP Berlin), die erstmals durch einen gemeinsamen Aufruf mit der Göttinger Antifa-Gruppe Redical [M] und der Frankfurter autonomen antifa [f] im Dezember 2006 an die Öffentlichkeit trat. Diese drei Gruppen sind bis heute fester Bestandteil des bundesweit aktiven linksradikalen Bündnisses Ums Ganze!. Im Jahr 2007 gründeten mehrheitlich ehemalige Mitglieder der KP Berlin die Gruppe Soziale Kämpfe, die als eine weitere Nachfolgeorganisation gesehen werden kann.

## Veröffentlichungen
- DemoPunK/Kritik & Praxis Berlin (Hrsg.): indeterminate! Kommunismus. texte zur ökonomie, politik und kultur. Unrast, Münster 2005, ISBN 3-89771-434-5